# Bussy-Saint-Martin
Bussy-Saint-Martin é uma comuna francesa localizada na região administrativa da Île-de-France, no departamento Sena e Marne. A comuna possui 698 habitantes segundo o censo de 2014.